# いわき東道路
いわき東道路（いわきひがしどうろ）は福島県において常磐自動車道の東側を通り、同自動車道のいわき四倉ICからいわき勿来ICを結ぶ延長40 kmの地域高規格道路である。全線が候補路線に指定されている。

## 歴史
- 1998年6月16日 候補路線指定。

## 構成する道路名
- 常磐バイパス（国道6号）
- 久之浜バイパス（国道6号）